# Гликолят иттрия
Гликоля́т и́ттрия — химическое вещество, хелатное соединение,
соль металла иттрия и гликолевой кислоты
с формулой {\displaystyle {\ce {Y(C2H3O3)3}}}.
При нормальных условиях представляет собой белое твёрдое вещество.

## Физические свойства
Гликолят иттрия образует белое твёрдое вещество.

## Получение
Взаимодействием водного раствора гликолевой кислоты с оксидом или гидроксидом иттрия:
{\displaystyle {\ce {Y2O3 + 6 C2H4O3 ->[{\ce {H2O}}] 2 Y(C2H3O3)3 + 3 H2O}}};
{\displaystyle {\ce {Y(OH)3 + 3C2H4O3 ->[{\ce {H2O}}] Y(C2H3O3)3 + 3 H2O}}}.